# Ready for Boarding
Ready for Boarding prvi je koncertni album njemačkog heavy metal-sastava Running Wild. Diskografska kuća Noise Records objavila ga je 22. veljače 1988. Album je snimljen u Münchenu u Njemačkoj u studenome 1987. Pjesma "Purgatory" pojavila se na studijskom albumu i posvećena je PMRCu.

## Popis pjesama
| 1. | »Hymn of Long John Silver« (instrumentalna skladba) | 2:36 |
| 2. | »Under Jolly Roger«                                 | 4:17 |
| 3. | »Genghis Khan«                                      | 4:15 |
| 4. | »Raise Your Fist«                                   | 5:16 |
| 5. | »Purgatory«                                         | 5:35 |

| Strana B - Wild Side | Strana B - Wild Side   | Strana B - Wild Side | Strana B - Wild Side | Strana B - Wild Side | Strana B - Wild Side | Strana B - Wild Side | Strana B - Wild Side | Strana B - Wild Side | Strana B - Wild Side |
| Br.                  | Skladba                | Trajanje             |                      |                      |                      |                      |                      |                      |                      |
| -------------------- | ---------------------- | -------------------- | -------------------- | -------------------- | -------------------- | -------------------- | -------------------- | -------------------- | -------------------- |
| 6.                   | »Mordor«               | 4:24                 |                      |                      |                      |                      |                      |                      |                      |
| 7.                   | »Diabolic Force«       | 4:38                 |                      |                      |                      |                      |                      |                      |                      |
| 8.                   | »Raw Ride«             | 4:38                 |                      |                      |                      |                      |                      |                      |                      |
| 9.                   | »Adrian S.O.S.«        | 2:35                 |                      |                      |                      |                      |                      |                      |                      |
| 10.                  | »Prisoner of Our Time« | 4:34                 |                      |                      |                      |                      |                      |                      |                      |
| 42:48                |                        |                      |                      |                      |                      |                      |                      |                      |                      |

## Zasluge
Running Wild
- Jens – bas-gitara, prateći vokal
- Stefan – bubnjevi, prateći vokal
- Rock 'n' Rolf – vokal, gitara
- Majk – gitara, prateći vokal

Ostalo osoblje
- Irene Vögeli – fotografije